# Objektivizace
Objektivizace je v teorii sociálního konstrukcionismu proces, během kterého se vnější prostředí, ve kterém žijeme, stává nezávislým (objektivním) na nás jako na konkrétním jedinci. Je jedním ze tří vzájemně propojených procesů objektivizace, internalizace a externalizace, které vytvářejí a reprodukují realitu našeho světa.
Člověk se obvykle rodí do světa, který se mu jeví jako přirozený,  pevně ustanovený, objektivní, a neuvědomuje si, že ve skutečnosti je z velké části vymyšlený a vytvořený lidmi. Realitu všezahrnujícího sociálního světa vnímá podobně jako realitu světa přírody. Vnější objektivní svět na člověka od počátku vytváří nátlak prostřednictvím společenských norem, institucí či jazyka. 

## Společnost jako objektivní realita
Aby mohly být sociální normy a hodnoty předány další generaci, musí se členům společnosti jevit jako objektivní a samozřejmé, v opačném případě se společnost může zhroutit (jako důkaz může sloužit rozpad některých společností pod náporem kolonizace, přestože nebyly kolonizátory přímo fyzicky likvidovány). Například jazyk, klíčový prostředek socializace, je chápán jako jev vlastní věcem – věc je taková, jak se jí říká, nemůže se jí říkat jinak, a naopak existence nějakého slova zaručuje existenci věci jím popisované. Podobně neměnné a dané se jeví všechny instituce (typy jednání vymezené společností), které mají navíc charakter historické a objektivní reality, čímž znovu-potvrzují objektivitu našeho světa. 

## Generační přenos institucí, rolí, nerovností a hodnot
Objektivizace sociálních faktů tak umožňuje reprodukci kultury, tedy přenos institucí, rolí a hodnot z generace na generaci. Kritikové poukazují na to, že tímto způsobem přetrvávají také ty aspekty kultury, které se kritikům jeví jako nežádoucí, například sociální nerovnosti nebo zavedené genderové role. Lidem se sice snad zdají samozřejmé, ale ve skutečnosti byly kdysi vytvořené jinými lidmi, takže nemusejí být spravedlivé ani navždy neměnné. (Přičemž samozřejmě hodnoty prosazované zmíněnými kritiků jsou také kulturní fenomény kdysi vytvořené jinými lidmi a předávané pomocí jazyka, takže ani ony nemusejí být správné či neměnné: konstrukcionismus neumožňuje vystoupit nad společnost a zaujmout skutečně objektivní stanovisko.)